# TD11
TD11（てぃでぃー いち いち）は、三菱電機によって開発された、ツーカーブランドを展開していたKDDIの第二世代携帯電話 (PDC) 端末製品である。

## 概要
J-フォン向けのJ-D03に似たデザインのフリップ型。データ量課金「P@bit」によるツーカー初のezweb@mail対応端末第1弾で、画像の添付メールも送受信可能となった。着信メロディはADPCM対応のPCM音源16和音。
三菱電機最後のツーカー向け端末となった。そして、ツーカーのサービスが終了する2008年3月31日を前に、2008年3月3日に三菱電機が携帯電話事業からの撤退を発表した。

## 歴史
- 2001年3月1日：ツーカーから発表。
- 2001年4月19日：発売